# Christie Hefner

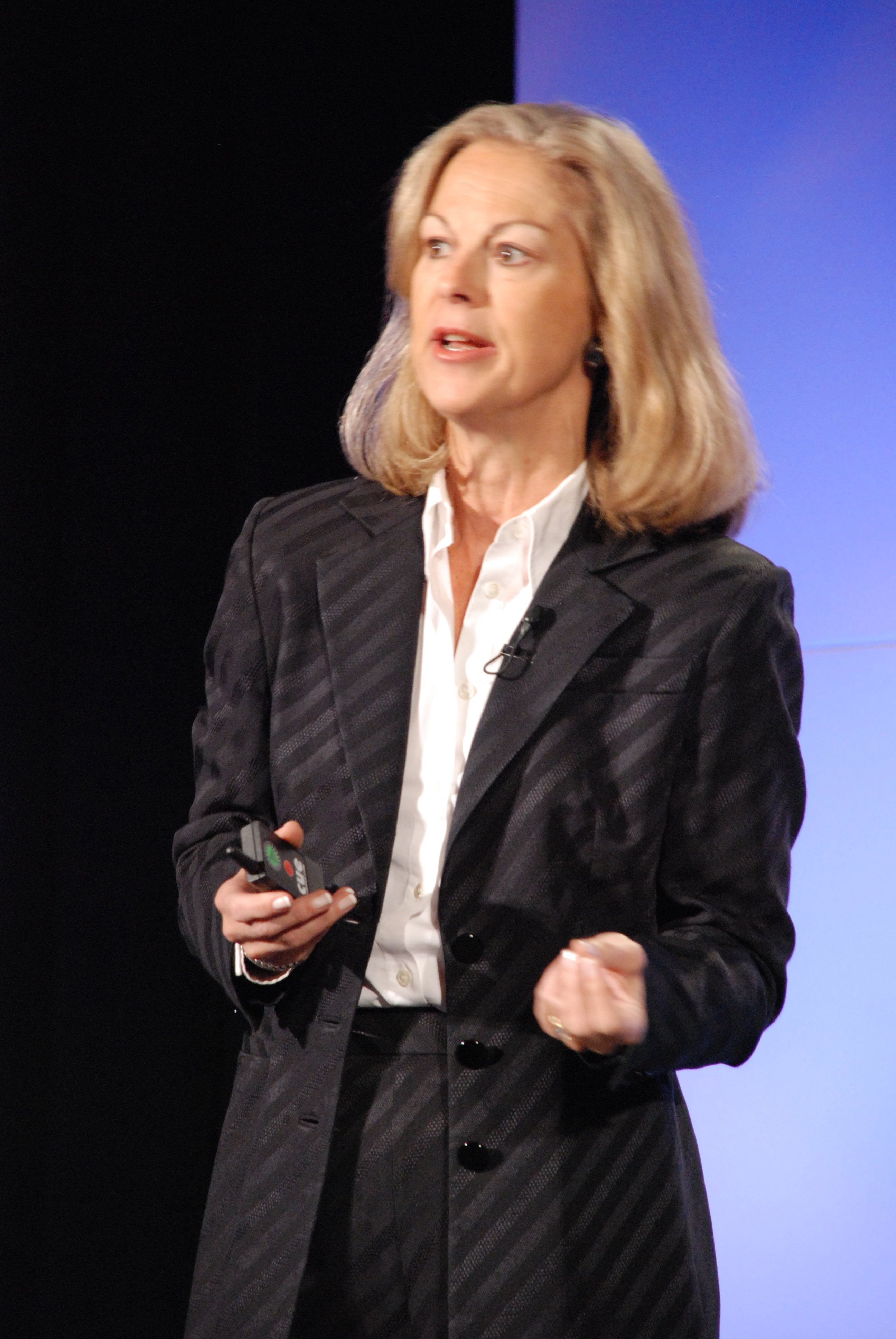
Christie Hefner 2007

Christie Ann Hefner (* 8. November 1952 in Chicago) ist eine US-amerikanische Unternehmerin. Sie war Vorstandsvorsitzende der Playboy Enterprises und ist die Tochter des verstorbenen Playboy-Gründers Hugh Hefner.

## Karriere
Christie Ann Hefner studierte englische und amerikanische Literatur an der Brandeis University. Sie trat 1977 in das Unternehmen ihres Vaters ein und wurde 1988 schließlich Vorsitzende des Vorstandes. Unter ihrer Leitung vollzog das Unternehmen die Erschließung der neuen Medien, vor allem durch Internetauftritte wie z. B. Adult.com.
Hefner machte sich in den Vereinigten Staaten auch als Philanthropin einen Namen. So unterstützte sie z. B. mit 30 Mio. US-Dollar eine Stiftung für HIV-Kranke. In der Forbes-Liste der einflussreichsten Frauen kam Hefner 2005, 2006 und 2007 jeweils in die Top 100, weiterhin engagiert sie sich im Think Tank Center for American Progress.
Im Dezember 2008 kündigte Hefner ihren Rücktritt von der Geschäftsleitung zum 31. Januar 2009 an.
Sie war verheiratet  mit William A. Marowitz.